# Johan Zoutman

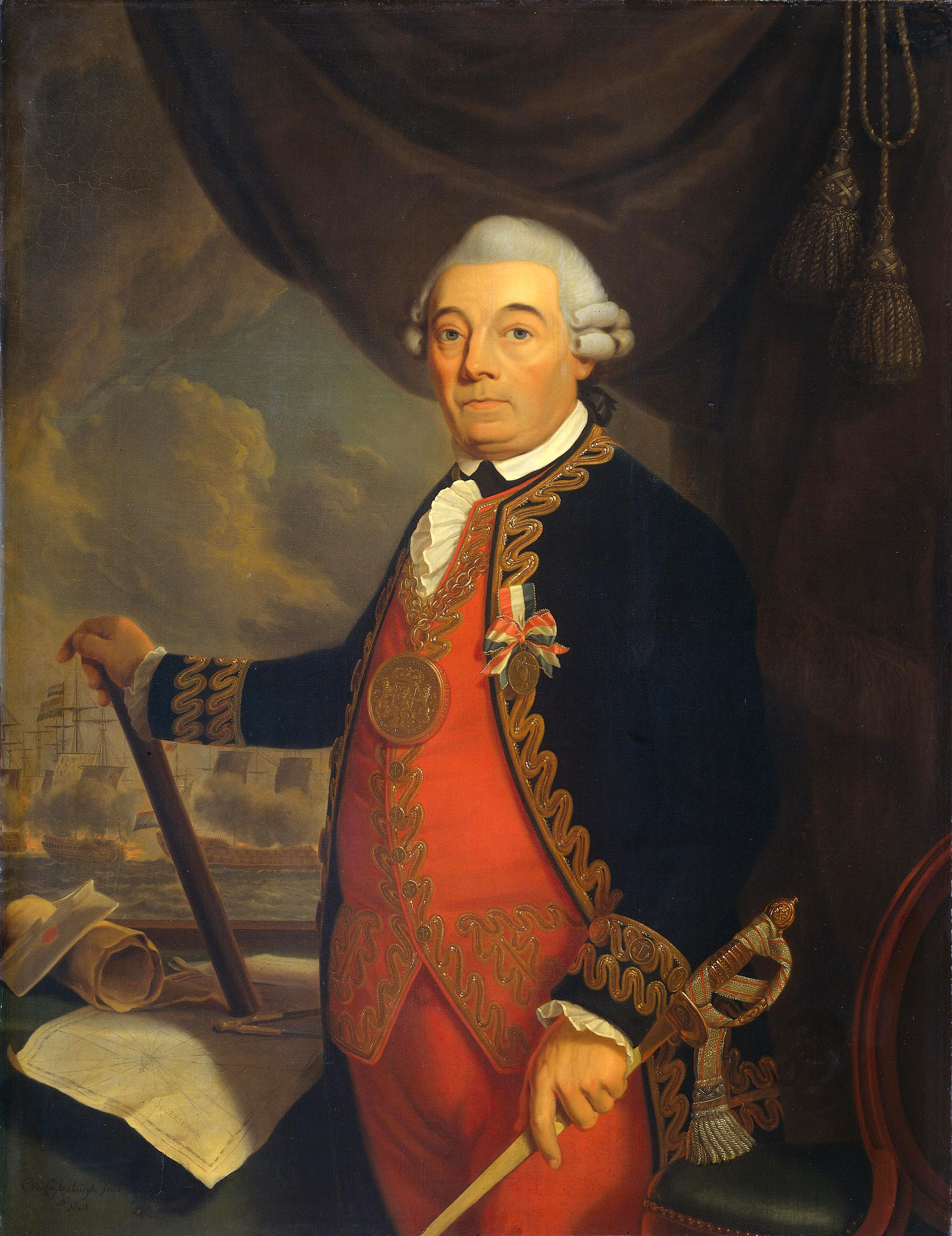
Johan Zoutman, retrato de Cornelis van Cuylenburg.

Johan Zoutman (Reeuwlik, 10 de mayo de 1724 - La Haya, 7 de mayo de 1793) fue un contraalmirante neerlandés que dirigió las fuerzas navales de los Países Bajos, en la Batalla de Dogger Bank en 1781, y que también luchó durante la Guerra de Independencia de Estados Unidos.